# Petros Ravoussis
Petros Ravoussis (griechisch Πέτρος Ραβούσης, * 16. Februar 1954) ist ein ehemaliger griechischer Fußballspieler.

## Spielerkarriere
Ravoussis begann seine aktive Karriere bei AEK in den späten 1960er Jahren. Bis zu seinem Wechsel 1980 zu APO Levadiakos gewann er 1978 und 1979 die griechische Meisterschaft und 1978, 1983 den griechischen Pokal. Er beendete seine Karriere, als er bei Levadiakos unter Vertrag stand. 
International spielte Ravoussis 27 Mal für die griechische Nationalmannschaft. Er nahm an der Fußball-Europameisterschaft 1980 in Italien teil und wurde dort einmal eingesetzt. 

## Nach der Spielerkarriere
Ravoussis in der Saison 1996/1997 AEK Athen für ein Jahr und gewann mit dem Team den griechischen Pokal in diesem Jahr. Weitere Vereine die Ravoussis trainierte, waren: Paniliakos FC; Anagennisi Giannitsa FC, AEK Larnaka und der Veria FC.

## Erfolge
- Zweimal griechischer Meister 1978, 1979
- Zweimal griechischer Pokalsieger 1978, 1983